# Mito (Ibaraki)

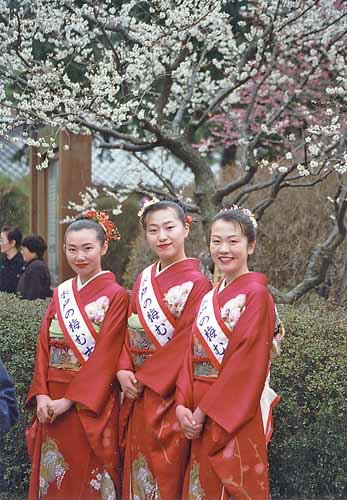
Festival Ume v Kairaku-en ve městě Mito

Mito (japonsky: 水戸市; Mito-ši) je hlavní město prefektury Ibaraki v Japonsku.
K 1. říjnu 2007 mělo město 263 661 obyvatel a hustotu osídlení 1 212 ob./km². Celková rozloha města je 217,43 km².

## Historie
První lidé se na místě dnešního města usídlili již ve 4. století našeho letopočtu.
Moderní město Mito bylo založeno 1. dubna 1889 (tehdy mělo 25 000 obyvatel).
Na konci druhé světové války byly tři čtvrtiny města vypáleny do základů, ale už o dva roky později mělo Mito 70 000 obyvatel a dodnes nepřestalo růst.
Mito je známé svým nattó (納豆, silně aromatický produkt z fermentovaných sojových bobů) a zahradou Kairaku-en, která patří mezi „Tři nejkrásnější zahrady Japonska“.

## Partnerská města
- Anaheim, Kalifornie, USA (21. prosinec 1976)
- Curuga, Japonsko (10. říjen 1964)
- Čchung-čching, Čínská lidová republika (6. červen 2000)